# Campionato europeo femminile di pallacanestro Under-16 2017
Il Campionato europeo femminile di pallacanestro Under-16 2017 (noto anche come FIBA EuroBasket Women Under-16 2017) si è svolto in Francia, a Bourges.

## Classifica finale
| Campione d'Europa | Campione d'Europa | Campione d'Europa |
| ----------------- | ----------------- | ----------------- |
| Francia           |                   |                   |
| Argento           | Ungheria          |                   |
| Bronzo            | Italia            |                   |
| 4.                | Lettonia          |                   |
| 5.                | Spagna            |                   |
| 6.                | Germania          |                   |
| 7.                | Russia            |                   |
| 8.                | Polonia           |                   |
| 9.                | Rep. Ceca         |                   |
| 10.               | Croazia           |                   |
| 11.               | Turchia           |                   |
| 12.               | Serbia            |                   |
| 13.               | Paesi Bassi       |                   |
| 14.               | Lituania          |                   |
| 15.               | Bielorussia       |                   |
| 16.               | Romania           |                   |